# Трапл, Индржих
Индржих Трапл (чеш. Jindřich Trapl; 24 марта 1942 — 29 марта 2010) — чехословацкий и чешский шахматист, международный мастер (1977).
Бронзовый призёр чемпионата Чехословакии 1967 г.
В составе сборной Чехословакии участник двух шахматных олимпиад (1962 и 1972 гг.) и командного чемпионата Европы 1961 г. (показал лучший результат на своей доске).
Занимался также игрой по переписке. В составе сборной Чехословакии стал победителем 11-го командного чемпионата мира (заочной олимпиады; 1992—1999 гг.).

## Изменения рейтинга
| Графики недоступны из-за технических проблем. См. информацию на Фабрикаторе и на mediawiki.org. |